# Myiopharus inconspicua
Myiopharus inconspicua là một loài ruồi trong họ Tachinidae.